# Protocobitis
Protocobitis is een geslacht van straalvinnige vissen uit de familie van de modderkruipers (Cobitidae).

## Soorten
- Protocobitis polylepis Zhu, Lü, Yang & Zhang, 2008
- Protocobitis typhlops Yang, Chen & Lan, 1993